# Dansegarderoben
Dansegarderoben er en dansk dramaserie  fra 2023, som sendes på TV2 og TV2 Play. Serien forgår i 1975, lige efter Dirch Passers exit fra Cirkusrevyen.

## Handling
Sussie er en husmor, der bor sammen med sin mand, Robert. De er tidligere dansepartnere, men Robert er kontrollerende og voldelig. Sussie får et job som dansepige i Cirkusrevyen for at kunne supplere den huslige økonomi og i al hemmelighed spare op til en lejlighed, så hun kan flytte fra Robert.

## Medvirkende
| Skuespiller             | Rolle                           |
| ----------------------- | ------------------------------- |
| Marie Bach Hansen       | Sussie, dansepige               |
| Mille Lehfeldt          | Ulla-Berit, dansepige           |
| Olivia Joof Lewerissa   | Vibeke, dansepige               |
| Marie Reuther           | Joy, dansepige                  |
| Andrea Heick Gadeberg   | Mimi, dansepige                 |
| Nanna Koppel            | Diana, dansepige                |
| Rebecca Rønde Kiilerich | Henny, dansepige                |
| Coco Hjardemaal         | Åse, dansepige                  |
| Anders W. Berthelsen    | Preben Kaas                     |
| Esben Dalgaard Andersen | Jørgen Ryg                      |
| Helle Dolleris          | Lily Broberg                    |
| Carsten Svendsen        | Claus Ryskjær                   |
| Annika Aakjær           | Lisbet Dahl                     |
| Andreas Bo              | Dirch Passer                    |
| Jakob Oftebro           | Robert, Sussies mand            |
| Ditte Hansen            | Kate, Sussies mor               |
| Louise Mieritz          | Tutter, koreograf og Dianas mor |